# Libina
Libina (in tedesco Mährisch Liebau) è un comune della Repubblica Ceca facente parte del distretto di Šumperk, nella regione di Olomouc.